# دائرة عين الحمام
دائرة عين الحمام إحدى دوائر ولاية تيزي وزو. 
مقرها عين الحمام. 
تبلغ مساحتها 144.8875 كم² يقطنها 58,308 نسمة (أي بكثافة سكانية تقدر بـ 402 نسمة /كم²). 
وتضم كل من بلديات :
- عين الحمام
- أيت يحي
- أقبيل
- أبي يوسف

## مواضيع ذات صلة
- دوائر ولاية تيزي وزو
- بلديات ولاية تيزي وزو